# كاثرين فرايد
كاثرين فرايد (بالإنجليزية: Catherine Boswell Fried)‏ هي رسامة ومصورة وكاتِبة بريطانية، ولدت في 1 أكتوبر 1936 في لندن في المملكة المتحدة، وتوفي بنفس المكان في 4 فبراير 2015.